# Бузовка (Черкасская область)
Бузо́вка (укр. Бузівка) — село в Уманском районе Черкасской области Украины, на левом берегу реки Горный Тикич. До 19 июля 2020 года входило в состав Жашковского района.
Население по переписи 2001 года составляло 2084 человека, по состоянию на 2010 год — 2200 человек. Занимает площадь 4,5 км². Почтовый индекс — 19243. Телефонный код — 4747.
До постройки объездного пути через село проходила автодорога М-05 Киев — Одесса. Расстояния до Киева: физическое — 143 км, по автодороге — 163 км.

## Известные жители и уроженцы
- Олейник, Владимир Николаевич — мэр Черкасс, народный депутат Украины.
- Пётр Степанович Шилюк — президент холдинговой компании «Киевгорстрой», Герой Украины.
- Стецюк, Анатолий Фёдорович (род. 1936) — Герой Социалистического Труда.

## Галерея

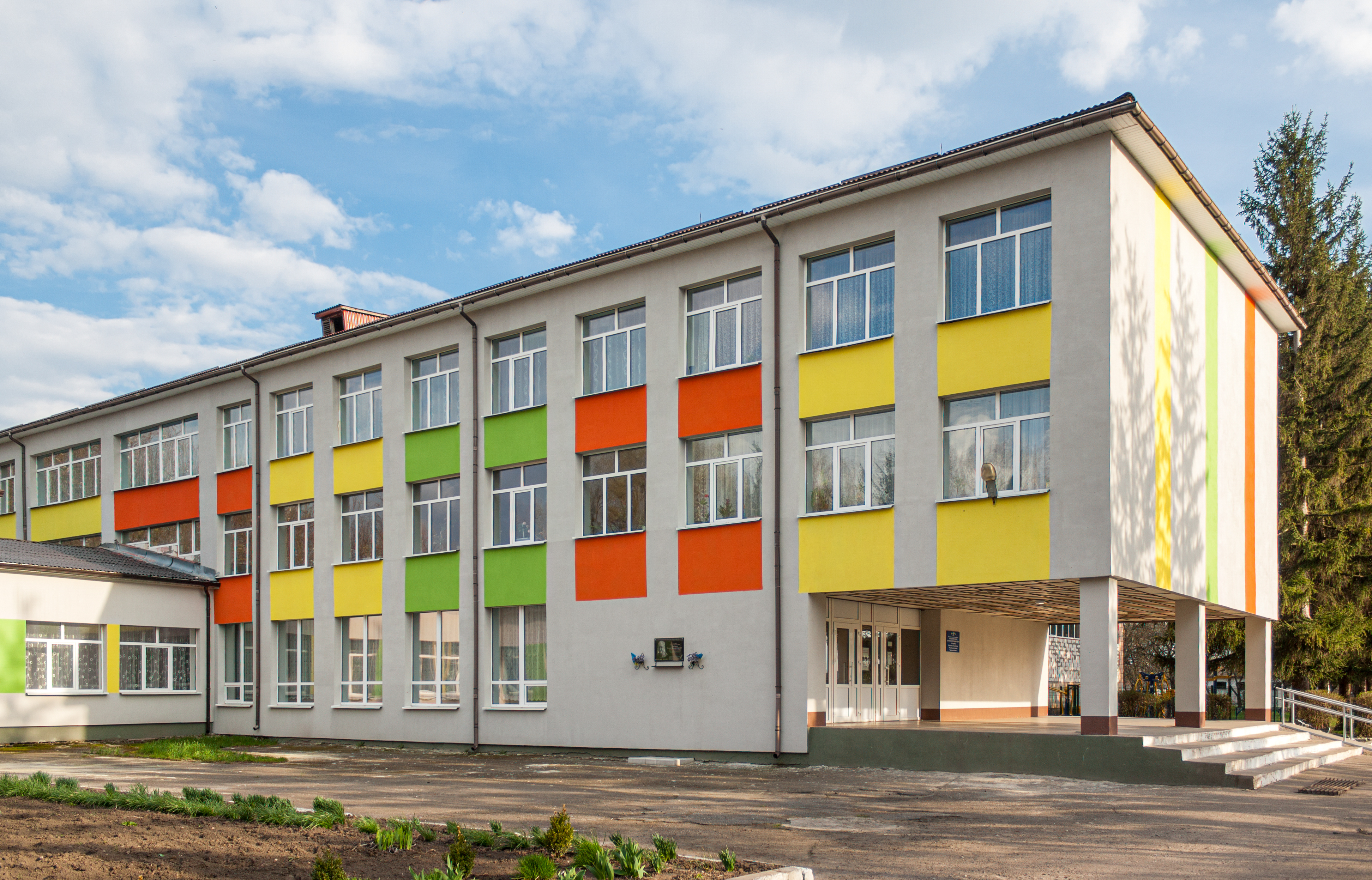
Школа
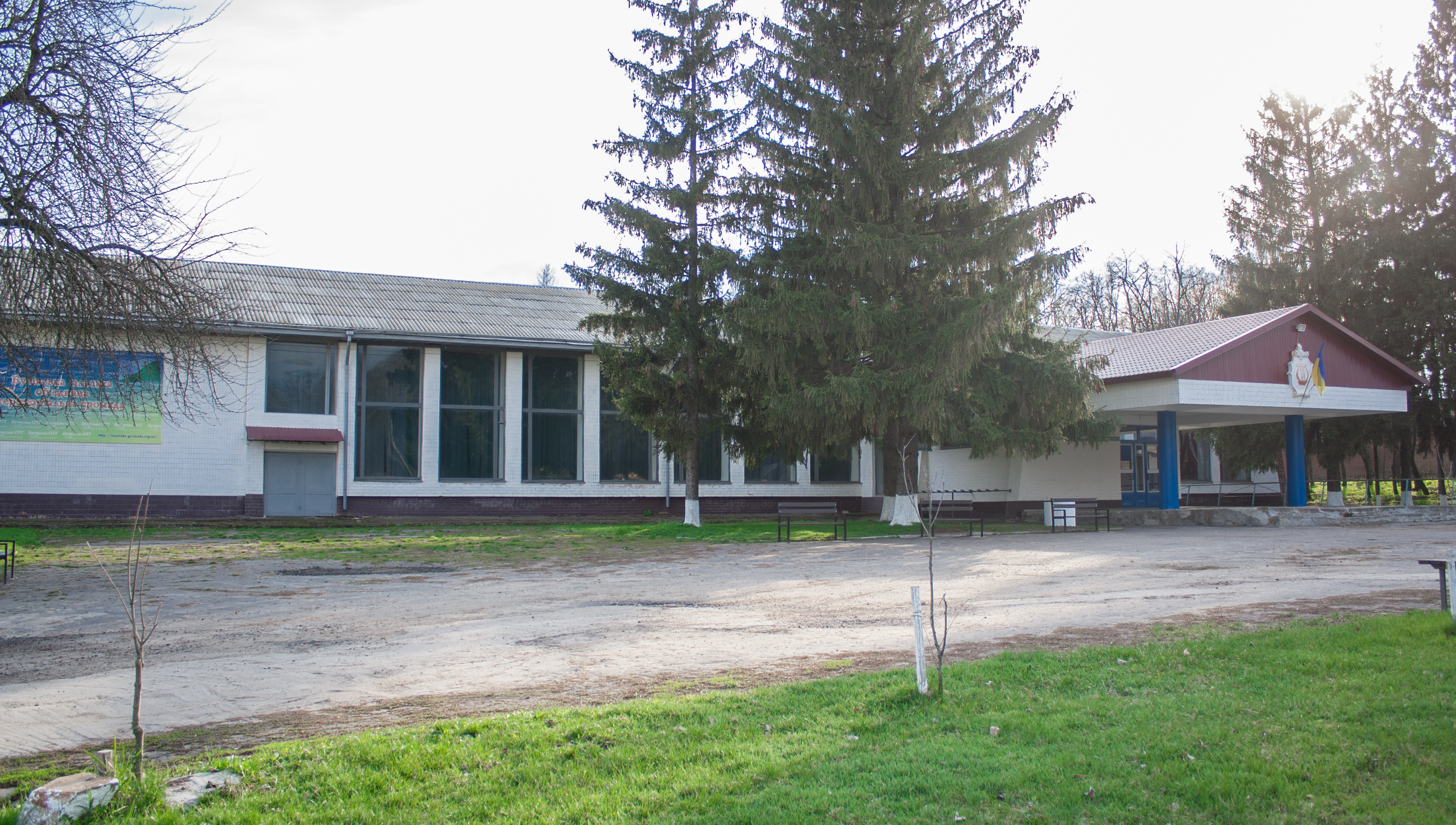
Дом культуры
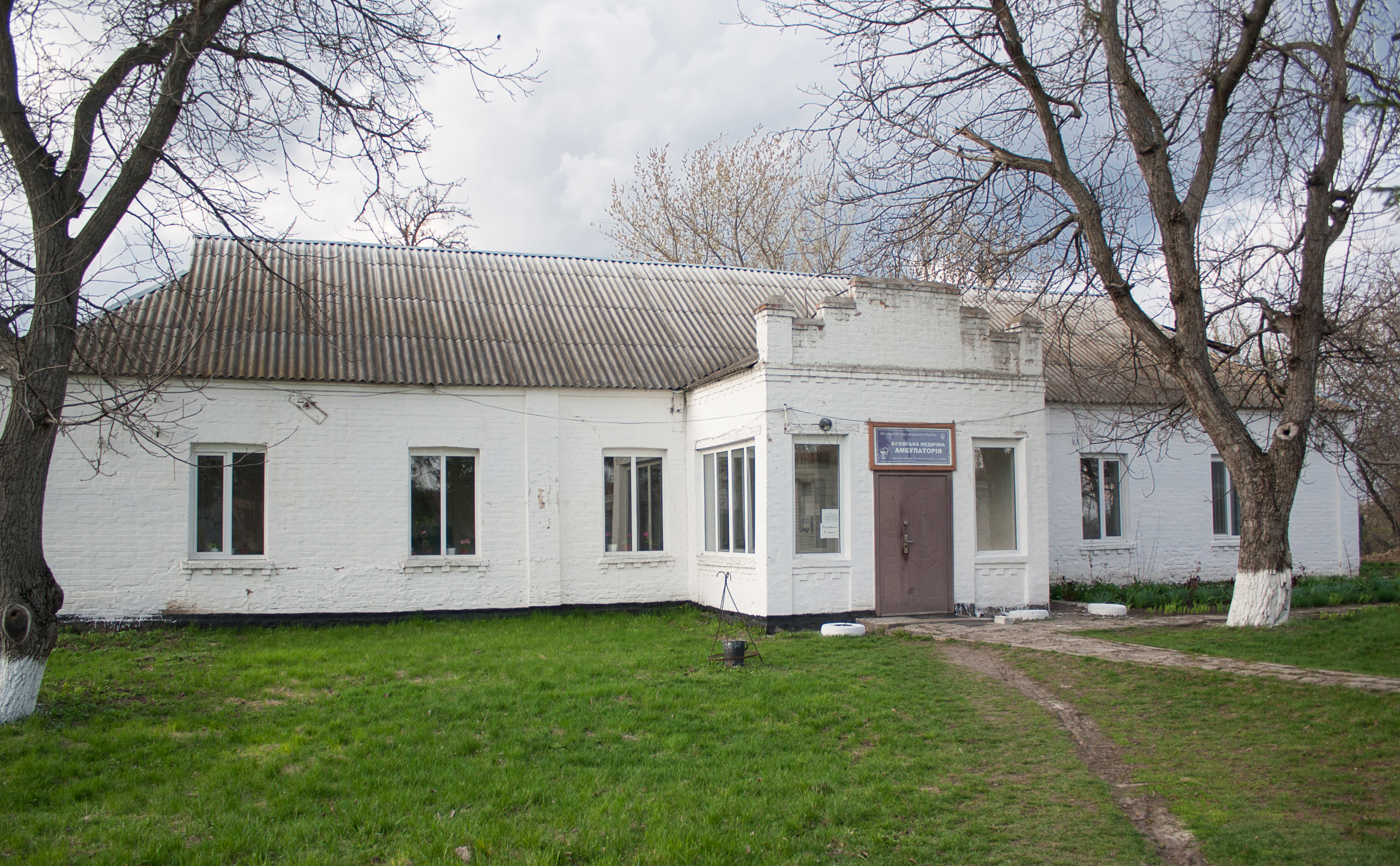
Амбулатория
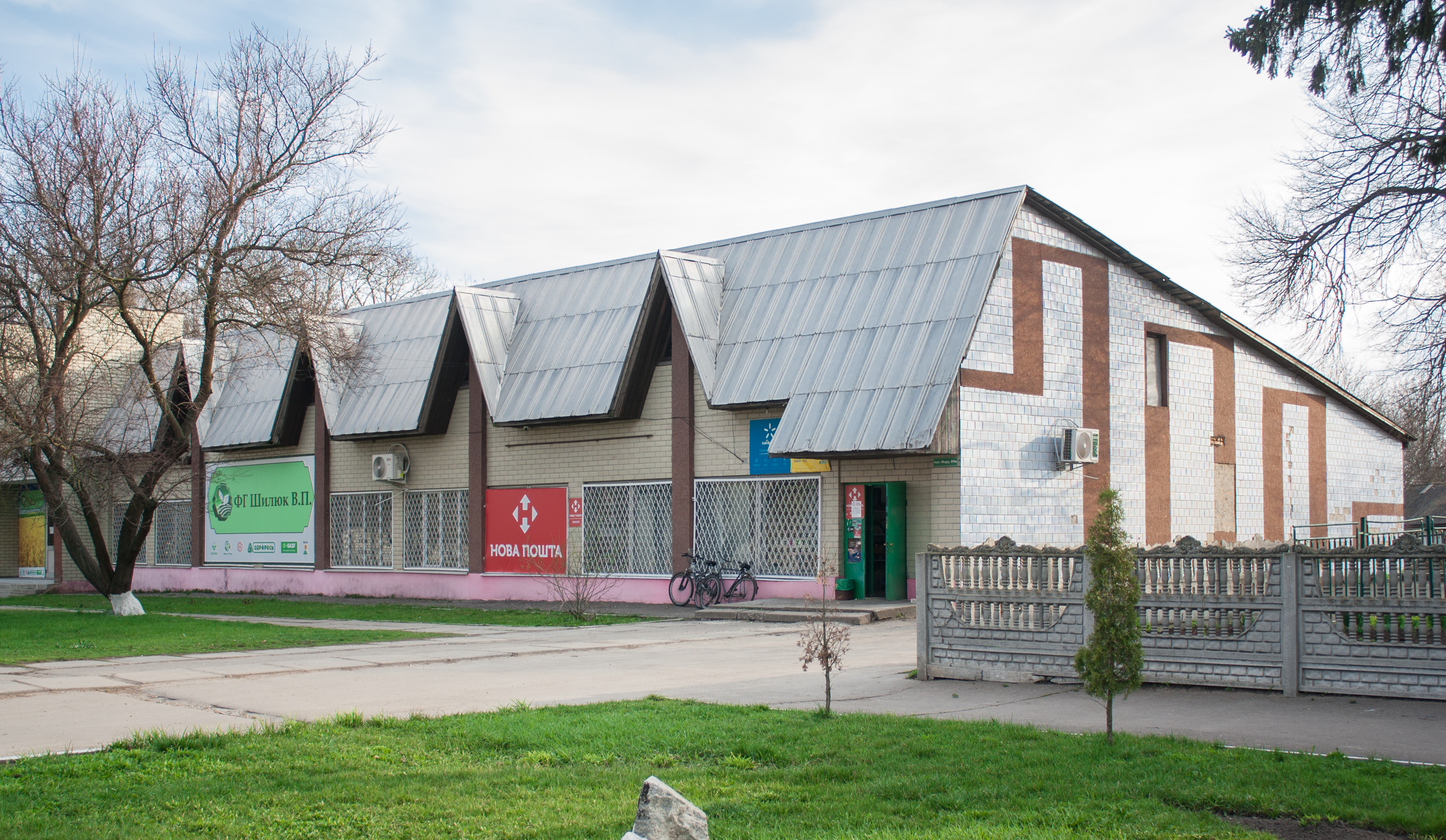
Магазин
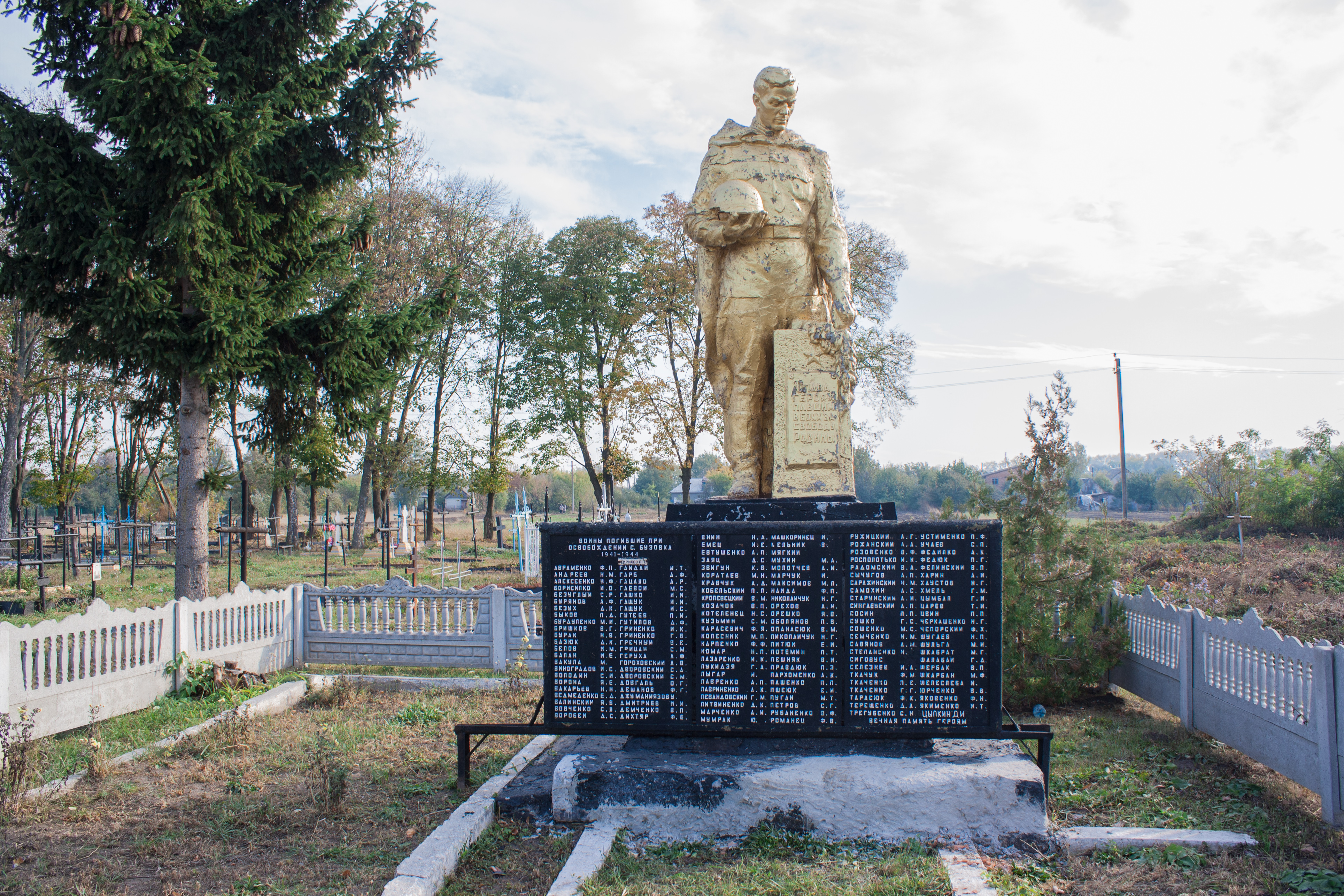
Братская могила советских воинов